# Hyundai Kappa
Hyundai Kappa (Хёндэ Каппа) — бензиновый двигатель внутреннего сгорания южнокорейской компании Hyundai.

## Технические характеристики

### Kappa

#### 1.2 L (G4LA)
- Hyundai i10 (PA) (2008—2010)
- Hyundai i20 (PB) (2008—2012)

#### 1.25 L (G4LA)
- Hyundai i10 (PA) (2008—2013)
- Hyundai i20 (PB) (2008—2014)
- Kia Picanto (SA) (2008—2011)

#### 1.4 L
- Объём: 1353 см3
- Мощность: 95 л. с. при 6000 об/мин
- Крутящий момент: 129 Н*м при 4000 об/мин

### Kappa II MPi

#### 1.0 L MPI (G3LA)
- Hyundai Eon (HA) (2011—2019)
- Hyundai Grand i10 (BA) (2013 — настоящее время)
- Hyundai Grand i10 (AI3) (2019 — настоящее время)
- Hyundai HB20 (HB) (2012—2019)
- Hyundai i10 (PA) (2010—2013)
- Hyundai i10 (IA) (2013—2019)
- Hyundai i10 (AC3) (2019 — настоящее время)
- Kia Picanto (TA) (2011—2017)
- Kia Picanto (JA) (2017 — настоящее время)
- Kia Ray (TAM) (2011 — настоящее время)

#### 1.0 L Turbo FLEX (F3LA)
- Объём: 998 см3
- Мощность: 88 л. с. при 6200 об/мин
- Крутящий момент: 137 Н*м при 1600—3500 об/мин[3]

#### 1.2 L (G4LA)
- Hyundai Aura (AI3) (2020 — настоящее время)
- Hyundai Grand i10 (BA) (2013 — настоящее время)
- Hyundai Grand i10 (AI3) (2019 — настоящее время)
- Hyundai i10 (PA) (2010—2016)
- Hyundai i10 (AC3) (2019 — настоящее время)
- Hyundai i20 (PB) (2012—2015)
- Hyundai i20 (IB) (2014—2020)
- Hyundai i20 (BI3) (2020 — настоящее время)
- Hyundai Venue (QXi) (2019 — настоящее время)
- Hyundai Xcent (BA) (2014 — настоящее время)

#### 1.25 L (G4LA)
- Hyundai i10 (PA) (2010—2014)
- Hyundai i10 (IA) (2013—2019)
- Hyundai i20 (GB) (2014—2020)
- Kia Picanto (TA) (2011—2017)
- Kia Picanto (JA) (2017 — настоящее время)
- Kia Rio (UB) (2011—2017)
- Kia Rio (YB) (2017 — настоящее время)
- Kia Stonic (YB) (2017 — настоящее время)

#### 1.4 L (G4LC)
- Hyundai Accent/Verna/Solaris (RB/RC) (2011—2017)
- Hyundai Accent/Verna/Solaris (HC/YC) (2017 — настоящее время)[4]
- Hyundai Bayon (BC3 CUV) (2021 — настоящее время)
- Hyundai Celesta (ID) (2017 — настоящее время)
- Hyundai i20 (GB) (2014—2020)
- Hyundai i20 (BI3) (2020 — настоящее время)
- Hyundai i30 (PD) (2016 — настоящее время)
- Hyundai Reina (CB) (2017—2021)
- Kia Pegas/Soluto (AB) (2017 — настоящее время)
- Kia Rio/K2 (UB) (2011—2017)[5]
- Kia Rio/K2/KX Cross (FB) (2017 — настоящее время)
- Kia Stonic/KX1 (YB CUV) (2017 — настоящее время)

### Kappa II GDi

#### 1.0 T-GDi (G3LC)
- Hyundai Accent/Verna (HCi) (2020 — настоящее время)[6][7]
- Hyundai Aura (AI3) (2020 — настоящее время, доработан)
- Hyundai Casper (AX1) (2021 — настоящее время, доработан)[8]
- Hyundai Grand i10 (AI3) (2019 — настоящее время, доработан)
- Hyundai HB20 (BR2) (2019 — настоящее время)
- Hyundai i10 (AC3) (2019 — настоящее время, отлажен)
- Hyundai i20 (Великобритания) (2014—2020)
- Hyundai i20 (BI3) (2020 — настоящее время)
- Hyundai i30 (PD) (2016 — настоящее время)
- Hyundai Kona (OS) (2017—2020)
- Hyundai Venue (QXi) (2019 — настоящее время)
- Kia cee'd (JD) (2012—2018)[9]
- Kia Ceed (CD) (2018 — настоящее время)
- Kia Picanto (JA) (2017 — настоящее время, доработан)
- Kia Rio (YB) (2017 — настоящее время)[10]
- Kia Sonet (QY) (2020 — настоящее время)
- Kia Stonic (YB) (2017 — настоящее время)

#### 1.0 T-GDi FLEX (F3LC)
- Hyundai Creta (SU2) (2021 — настоящее время)
- Hyundai HB20 (BR2) (2019 — настоящее время)

#### 1.4 T-GDi (G4LD)
- Hyundai Celesta RV (ID) (2018—2019, нерегулируемый)
- Hyundai Creta (SU2) (2020 — настоящее время)
- Hyundai Elantra (AD) (2016—2020, доработанный)
- Hyundai i30 (PD) (2016 — настоящее время)
- Hyundai Lafesta (SQ) (2018 — настоящее время)
- Hyundai Veloster (JS) (2018—2020)
- Kia Ceed (CD) (2018 — настоящее время)
- Kia K3 (BD) (2018 — настоящее время)

### Kappa II GDi HEV

#### 1,6 л (G4LE)
- Hyundai Ioniq (2016—2022)
- Hyundai Kona Hybrid (OS) (2019—2020)
- Kia Niro (2016 — настоящее время)

### Kappa II LPi

#### 1.0 L (B3LA) (Биотопливо)
- Kia Morning (2011—2017)
- Kia Ray (2011—2017)

#### 1.0 L LPG (L3LA)
- Kia Morning (2017—2020)
- Kia Ray (2017—2019)